# Enock Poulsen
Enock Poulsen, né le 24 juillet 1992 à Lusaka en Zambie, est un boxeur danois.

## Biographie
Né à Lusaka en Zambie, Enock Poulsen déménage au Danemark à l'âge de 4 ans. Il grandit sur l'île de Fionie avec sa mère, son frère et son beau-père danois qui est entraîneur de boxe anglaise à Odense et l'initie à la boxe alors qu'il a dix ans.
Boxeur amateur international, il dispute de nombreuses compétitions internationales avant de passer professionnel après avoir échoué de se qualifier pour les Jeux olympiques de Rio de 2016.
En avril 2022, Enock Poulsen bat Frank Petitjean à Copenhague sur décision unanime des juges (114-113, 114-113, 116-113) pour remporter le titre de champion d'Europe des poids super-légers. La décision est contestée par le clan français, une luxation de l'épaule du Danois aurait pu le faire compter plusieurs fois, ce qui n’a pas été le cas. Avant la revanche entre les deux boxeurs, prévue le 17 décembre en France, son premier combat professionnel à l'étranger, Poulsen change d'entraîneur et remplace Thomas Povlsen, son entraîneur de longue date, par l'ancien boxeur Mads Larsen.